# Sidestrand
Sidestrand is een civil parish in het bestuurlijke gebied North Norfolk, in het Engelse graafschap Norfolk met 370 inwoners.